# Hydroxylammoniumchloride
Hydroxylammoniumchloride is een organische verbinding met als brutoformule H4ClNO. Het is een zout van hydroxylamine. De stof komt voor als een kleurloos tot wit kristallijn poeder, dat zeer goed oplosbaar is in water.
Hydroxylammoniumchloride is een intermediair in het nitrificatieproces en het anammoxproces.

## Synthese
Hydroxylammoniumchloride kan bereid worden door de elektrolyse van een oplossing van kwik(II)nitraat, zwavelzuur en salpeterzuur, waarbij in de oplossing sulfaat ontstaat. Dit kan worden neergeslagen door het toevoegen van een bariumchloride-oplossing.
Een andere methode is het koken van een oplossing van kaliumhydroxylaminedisulfonaat, waarbij het ontstane sulfaat (kaliumsulfaat) wordt neergeslaan met bariumchloride:
{\displaystyle \mathrm {HON(SO_{3}K)_{2}+2\ H_{2}O\ \longrightarrow (NH_{3}OH)HSO_{4}+K_{2}SO_{4}} }

## Toepassingen
Hydroxylammoniumchloride wordt in laboratoria gebruikt als reductor voor metaalionen die eventueel storend zouden kunnen zijn in verdere analytische bepalingen. Het chloride-ion is slechts tribune-ion en neemt niet deel aan de reductiereactie. De volgende halfreactie treedt op:
{\displaystyle \mathrm {2\ H_{4}NO^{+}\ \longrightarrow N_{2}\ +\ 2\ H_{2}O\ +\ 4\ H^{+}\ +\ 2\ e^{-}} }
Een belangrijk en in de praktijk veel toegepast voorbeeld van dit gebruik is de bepaling van ijzer in zijn tweewaardige vorm (Fe2+). Om zeker te zijn dat alle ijzer in die vorm aanwezig is, wordt hydroxylammoniumchloride aan het monster toegevoegd. Eventueel aanwezig driewaardig ijzer wordt daarbij gereduceerd tot tweewaardig ijzer.

## Reactiviteit
Hydroxylammoniumchloride reageert met aldehyden en ketonen tot oximen en met carbonzuren tot de overeenkomstige hydroxamzuren.